# Burlington Northern Railroad
La Burlington Northern Railroad, spesso abbreviata in BN, era una società ferroviaria statunitense. Nacque dalla fusione tra quattro importanti ferrovie statunitensi. La Burlington Northern fu operava tra il 1970 e il 1996.

## Storia
La sua discendenza storica inizia nei primissimi giorni della ferrovia con la creazione nel 1848 della Chicago and Aurora Railroad, una linea diretta dell'antenata Chicago, Burlington and Quincy Railroad, che presta Burlington ai nomi dei vari successori prodotti dalla fusione.
La Burlington Northern acquistò la Atchison, Topeka and Santa Fe Railway il 31 dicembre 1996 per formare la Burlington Northern and Santa Fe Railway (in seguito ribattezzata BNSF Railway), che era di proprietà della Burlington Northern Santa Fe. Quella società è stata acquistata dalla Berkshire Hathaway nel 2009, controllata dall'imprenditore e filantropo Warren Buffett.